# 슈샤구
슈샤구(아제르바이잔어: Şuşa rayonu)는 아제르바이잔 서부에 위치한 구로 행정 중심지는 슈샤이며 면적은 289km2, 인구는 24,165명(2008년 기준)이다. 2023년까지 존속한 아르차흐 공화국에서는 슈시주라는 이름으로 통치했다.